# 斯维亚日斯克岛

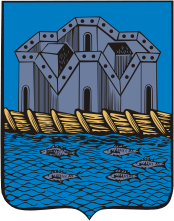
斯维亚日斯克徽章

斯维亚日斯克岛（俄语：Свия́жск，Zöyä）是俄罗斯鞑靼斯坦共和国的一个乡村，位于伏尔加河和斯維亞加河的汇合处。自1955年在伏尔加河下游的陶里亚蒂上建造了古比雪夫水庫后，城堡变成了一座孤岛，岛屿上通过一条公路与大陆相连。

## 历史
斯维亚日斯克建于1551年，是一座堡垒，建造堡垒的材料在四个星期内由乌格里奇制造而成，并沿伏尔加河运输。在喀山围城战期间（1552），它成为俄罗斯军队的军事基地。自15世纪以来，斯维亚日斯克一直是乌耶兹德的中心。1920–1927年间，它是斯维亚什基坎顿的中心。1917年十月革命后，斯维亚日斯克岛上的所有修道院被废除，并被用作中转监狱和集中营，后改成精神病院。1926年，岛上的人口锐减，失去了城市的地位。1927–1931年是斯维亚日斯克区的行政中心。1932年，斯维亚日斯克被降为乡村。

## 现状
在斯维亚日斯克上有一所学校和一个俱乐部，还有一座与温扎的马卡里有关的修道院。目前岛上的常驻居民仅有200多人，自20世纪初以来，这里就没有再建过新建筑。斯维亚日斯克火车站位于该岛以西6（3.7英里）处，与沿着堤岸的高速公路相连。

## 世界文化遗产
在2017年，岛上的圣母升天大教堂和修道院被联合国教科文组织列入世界遗产名录。

## 历史人口
- 1989年：747人（俄罗斯-66%，鞑靼人-27%）
- 2000年：258人

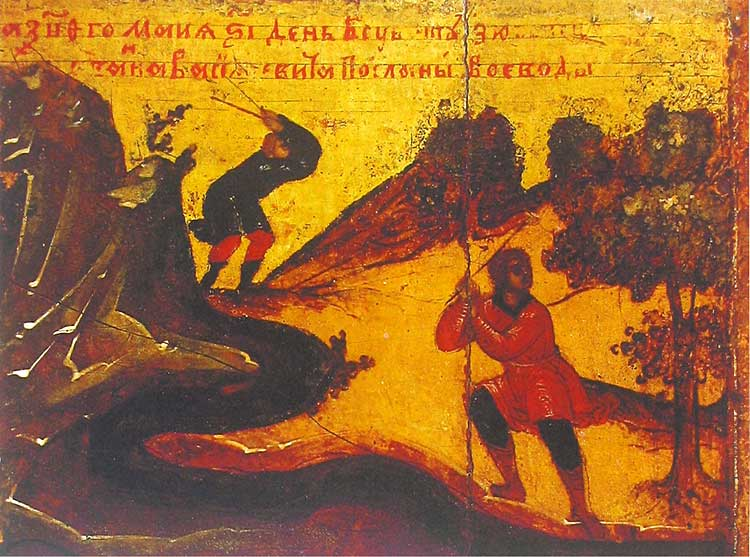
建设斯维亚日斯克
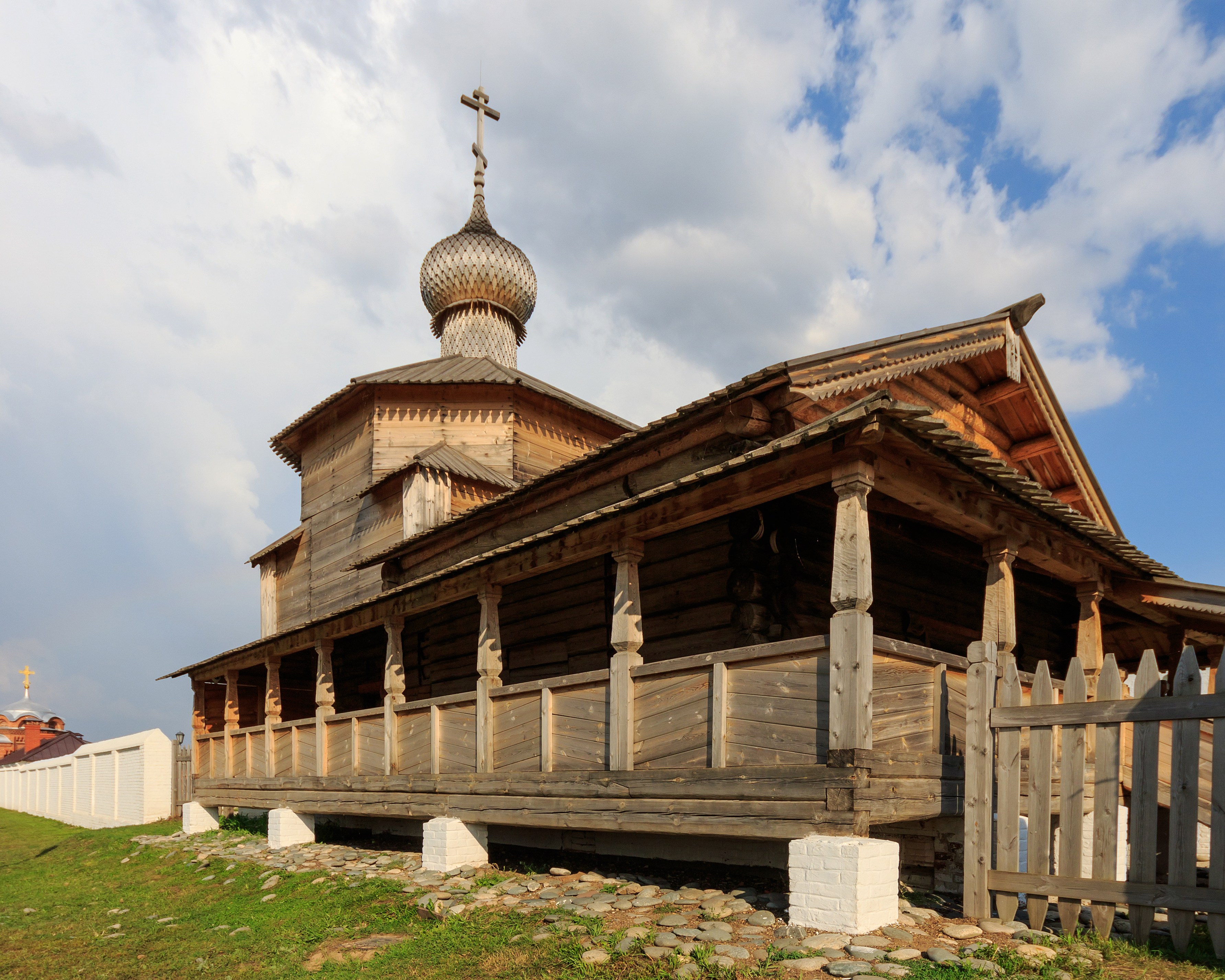
三一教堂
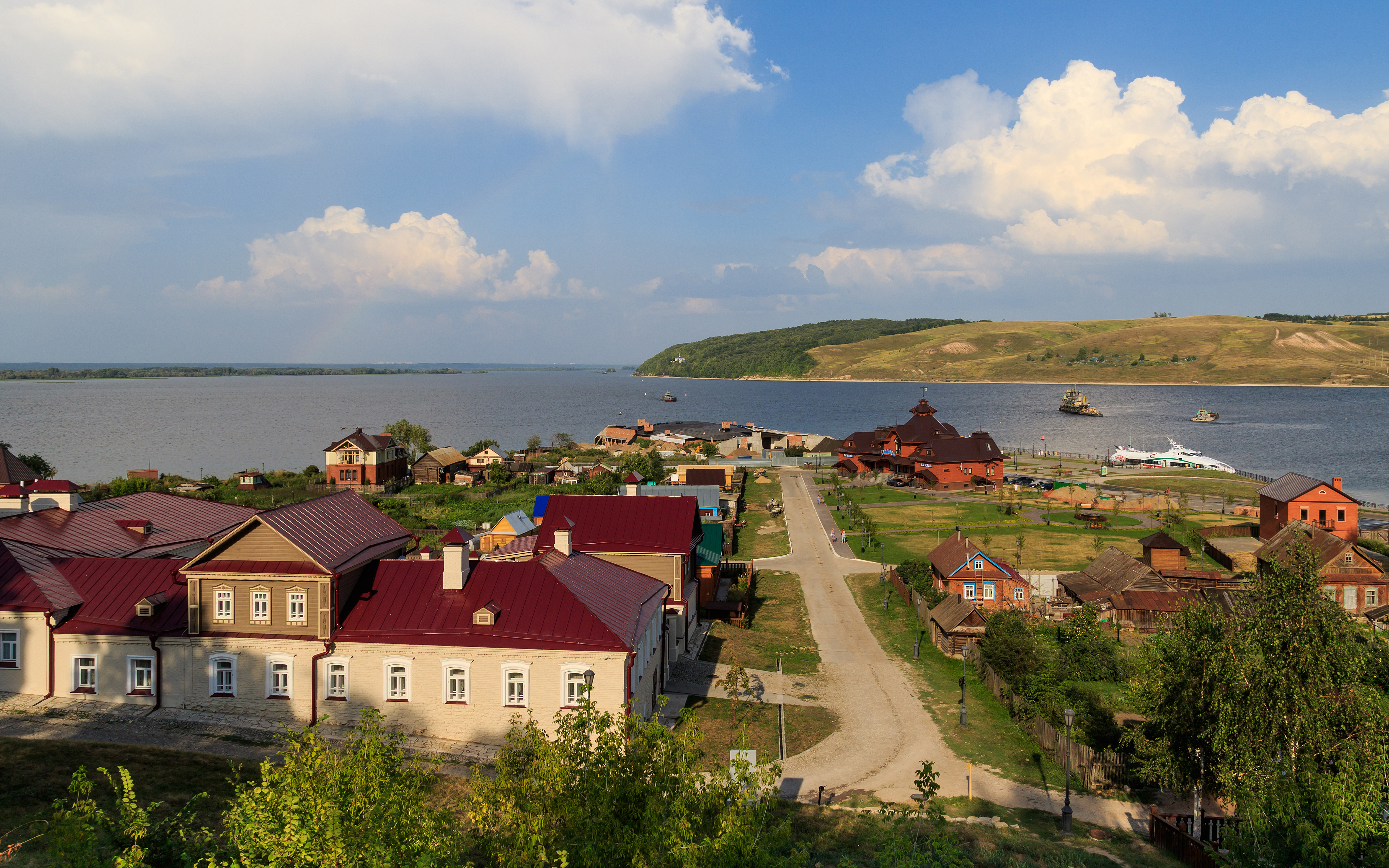
码头的景色
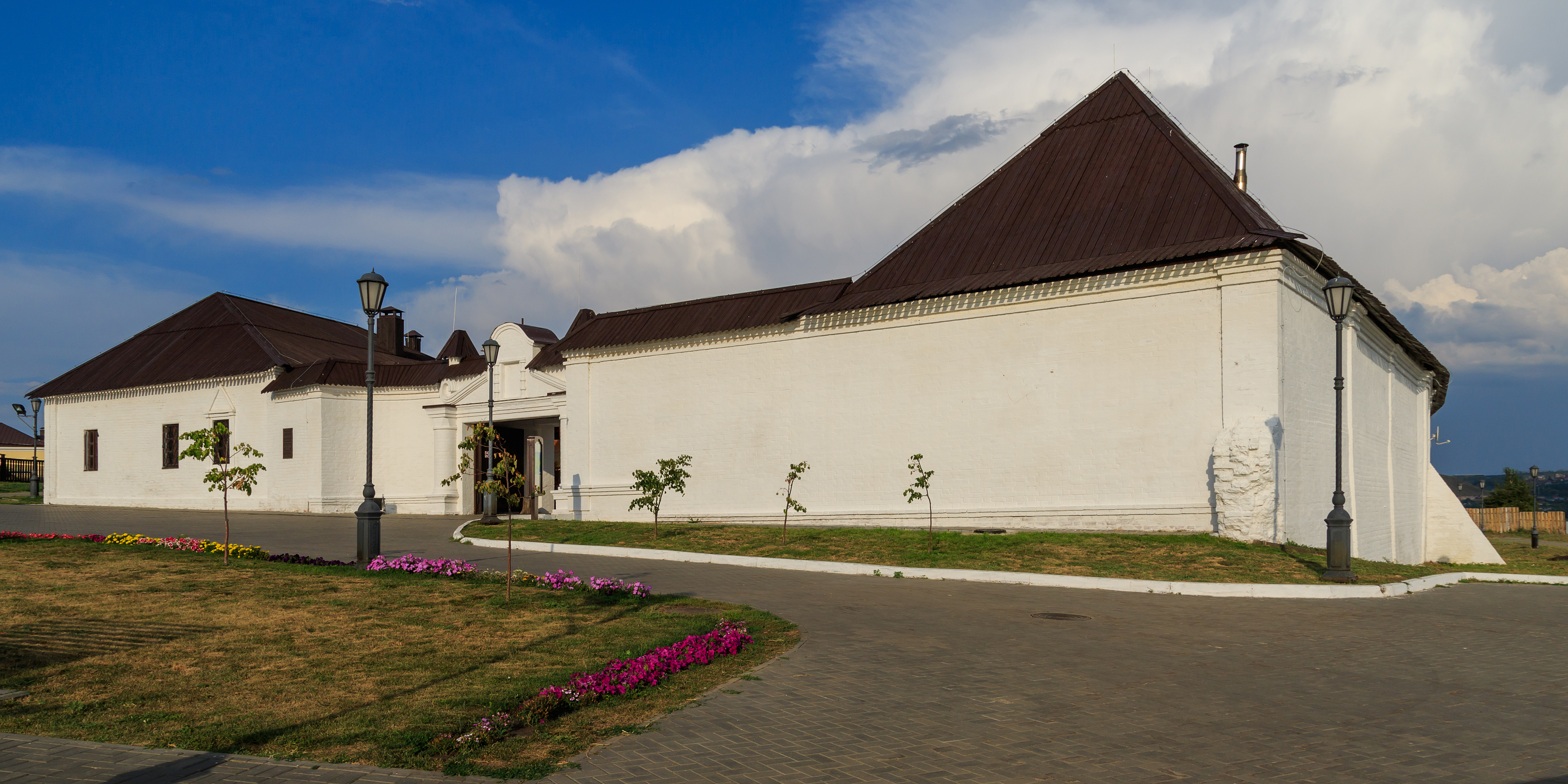
乌斯宾斯基修道院的马场
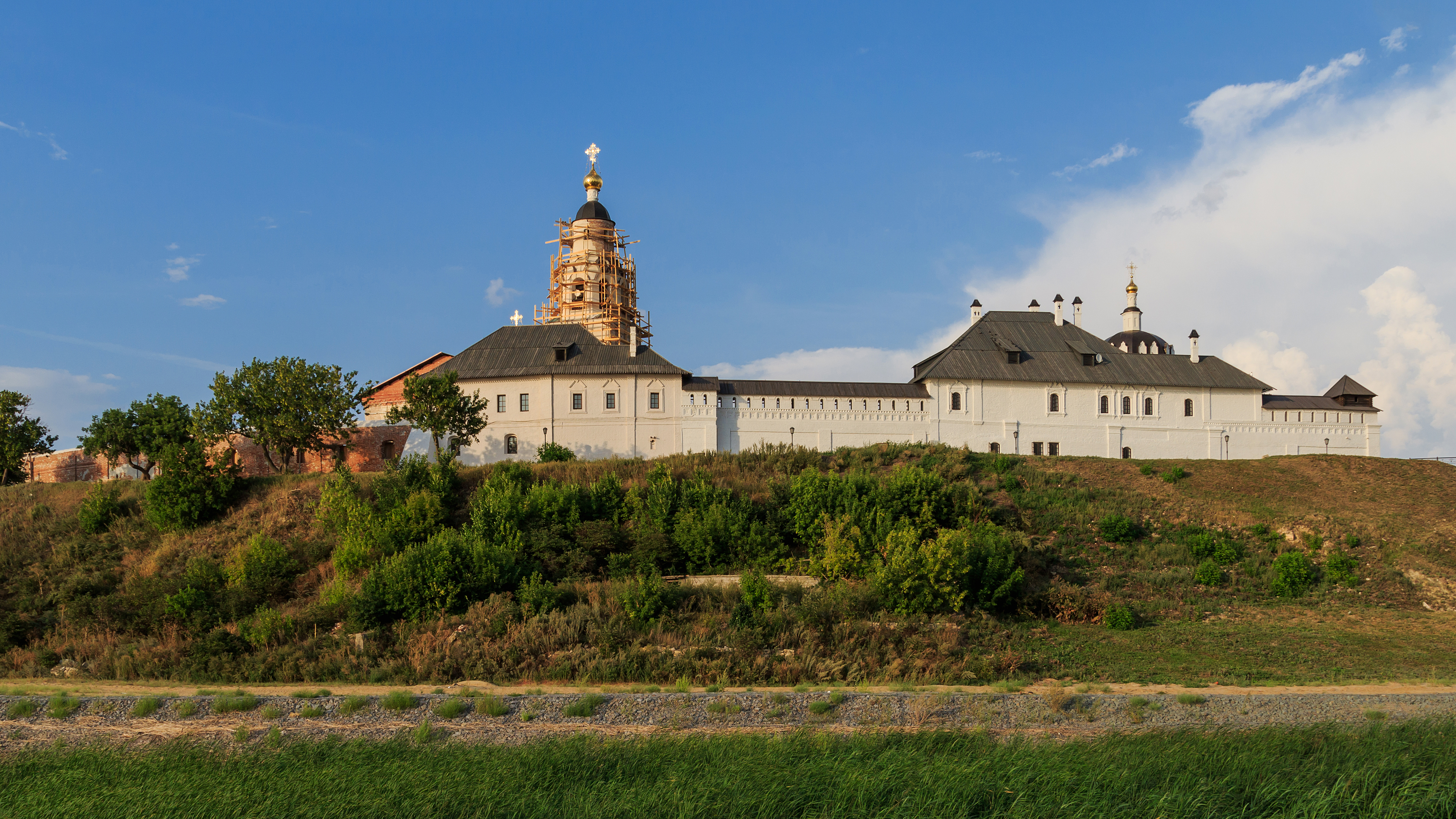
乌斯宾斯基修道院
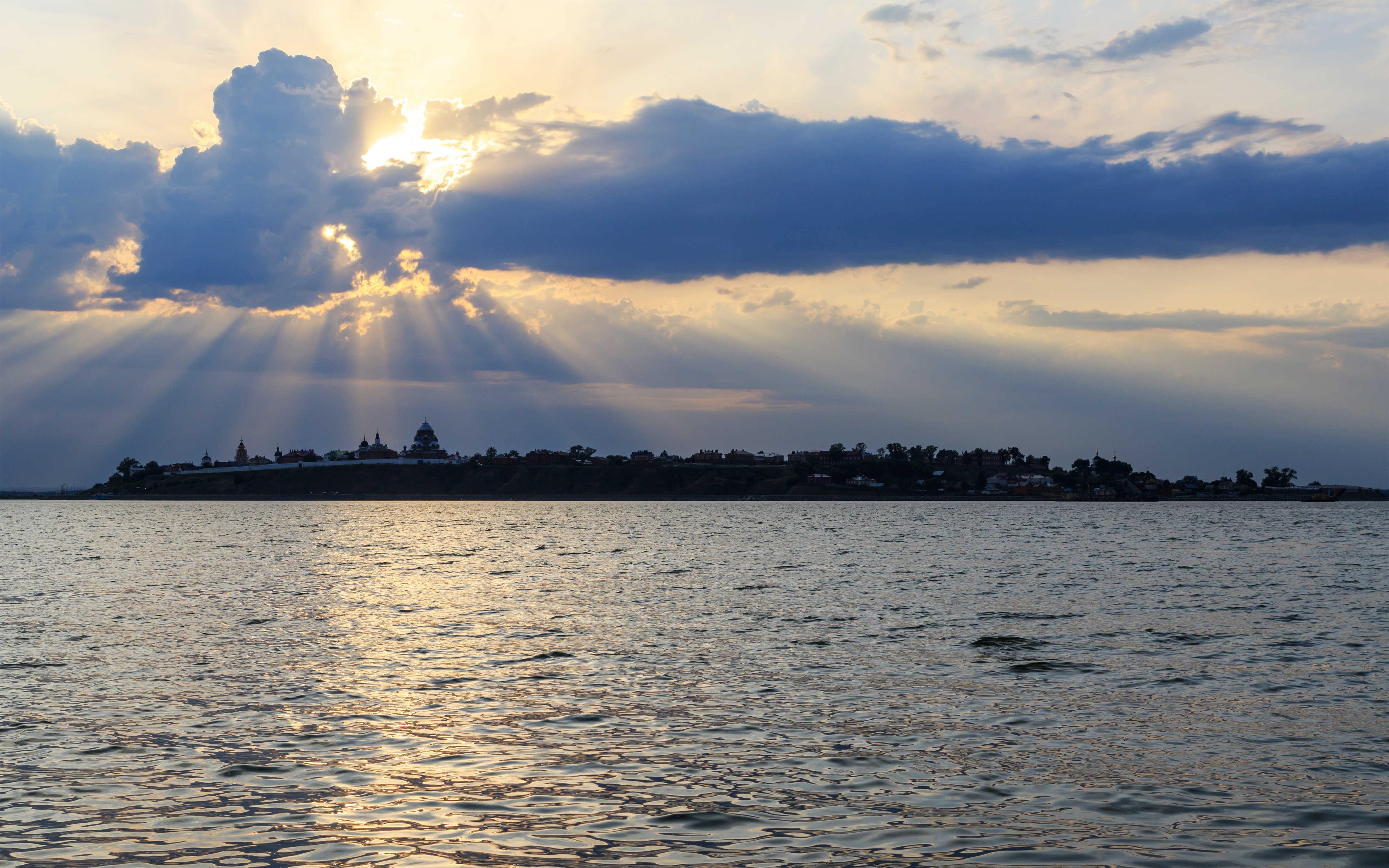
从彼得罗巴甫洛夫斯卡亚斯洛博达看上烏斯隆區